# Johann Ludwig von Virmont
Johann Ludwig Ambrosius von Virmont zu Neersen (* 13. Dezember 1710; † nach 1714/vor 1730) war ein Adliger aus dem niederrheinischen Adelsgeschlecht Virmond-Neersen.

## Leben
Er war der jüngere Sohn des Grafen Ambrosius Franz von Virmont zu Neersen und dessen erster Frau Eleonore Magdalena Wilhelmina von Bentheim-Tecklenburg-Steinfurt. Sein Taufpate war der Kurfürst Johann Wilhelm von der Pfalz.
Zeitpunkt und Umstände seines Todes sind unklar. Die Sage geht, er habe sich, als er mit anderen Kindern im weitläufigen Schloss Neersen verstecken spielte, in einem abgelegenen Winkel in einer leeren Truhe versteckt, deren Deckel über ihm ins Schloss fiel und so die Truhe zum Sarg des armen Jungen wurde. Eine andere Sage erzählt, man habe später in seinem Sarg nur einen Haufen Steine gefunden, der Junge selbst sei auf Seite geschafft worden.
Auffällig ist, dass in den Kirchenbüchern der Pfarre Anrath der Tag seiner Geburt und Taufe, aber keinerlei Notiz von seinem Tod zu finden sind. Auch findet er auf dem monumentalen Grabstein der Familiengruft in der Kirche des Minoritenklosters in Neersen keine Erwähnung. Lediglich eine im Jahre 1730 vom Guardian des Minoritenklosters, Fortunatus Decker, ausgestellte Quittung über zehn Reichstaler für Messen „wegen des sel. verstorbenen Herrn Johann Ludwig“ findet sich als Beleg seines Todes.
Da auch sein älterer Bruder Joseph Damian (* 1707) 1730 kinderlos starb, erlosch mit dem Tod seines Vaters 1744 die letzte Linie das Adelsgeschlechtes von Virmond.